# John B. Taylor
John Brian Taylor (sinh ngày 8 tháng 12 năm 1946) là một giáo sư (Mary và Robert Raymond) về kinh tế học tại Đại học Stanford, Hoa Kỳ, và là the George P. Shultz Senior Fellow về kinh tế học tại Viện Hoover của Đại học Standford.
Sinh ra ở Yonkers, New York, ông  tốt nghiệp cử nhân Đại học Princeton năm 1968 và tiến sĩ từ Stanford năm 1973, cả hai đều là bằng kinh tế học. Ông giảng dạy tại Đại học Columbia từ năm 1973–1980 và Trường Kinh tế Woodrow Wilson và Khoa kinh tế của Đại học Princeton từ năm 1980–1984 trước khi trở lại Stanford. Ông đã nhận được nhiều giải thưởng về giảng dạy và ông đã giảng dạy kinh tế học nhập môn của Standford cũng như nhiều khóa tiến sĩ kinh tế học tiền tệ. Ông là người đưa ra quy tắc Taylor năm 1993. 
., quy tắc của chính sách tiền tệ, quy định ngân hàng trung ương nên thay đổi lãi suất danh nghĩa ra sao để đáp ứng các thay đổi của lạm phát, GDP hoặc các điều kiện kinh tế khác. Theo đó, quy tắc nói rằng nếu lạm phát tăng thêm 1% thì ngân hàng trung ương nên tăng lãi suất danh nghĩa thêm hơn 1%. 